# Eleonore Klara von Hohenlohe-Neuenstein

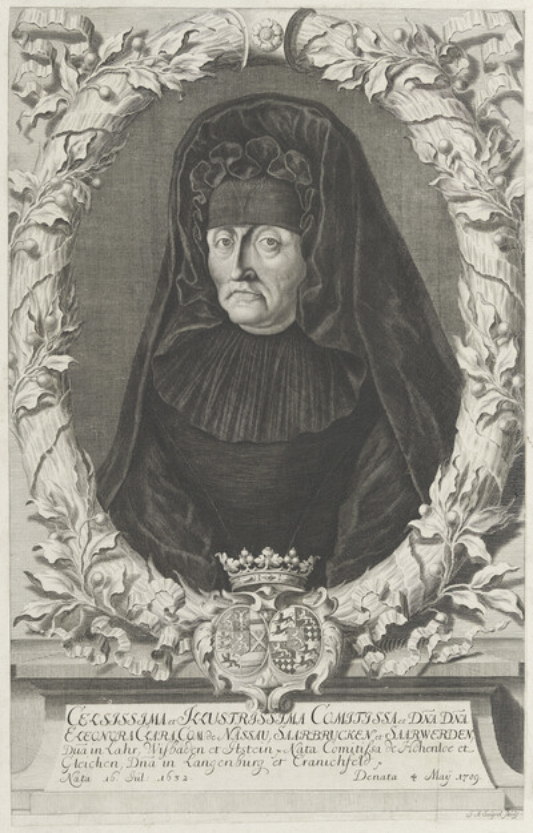
Altersbildnis mit voller Titulatur (auf Latein): Eleonore Klara, Gräfin von Nassau-Saarbrücken und Saarwerden, Herrin zu Lahr, Wiesbaden und Idstein, geborene Gräfin von Hohenlohe und Gleichen, Herrin zu Langenburg und Kranichfeld

Eleonore Klara von Hohenlohe-Neuenstein (* 16. Juli 1632 auf Schloss Neuenstein, Hohenlohe; † 4. Mai 1709 im Schloss Saarbrücken) war durch Ehe mit Graf Gustav Adolf Gräfin von Nassau-Saarbrücken sowie von 1677 bis 1685 Regentin der Grafschaften Saarbrücken und Saarwerden. 

## Leben

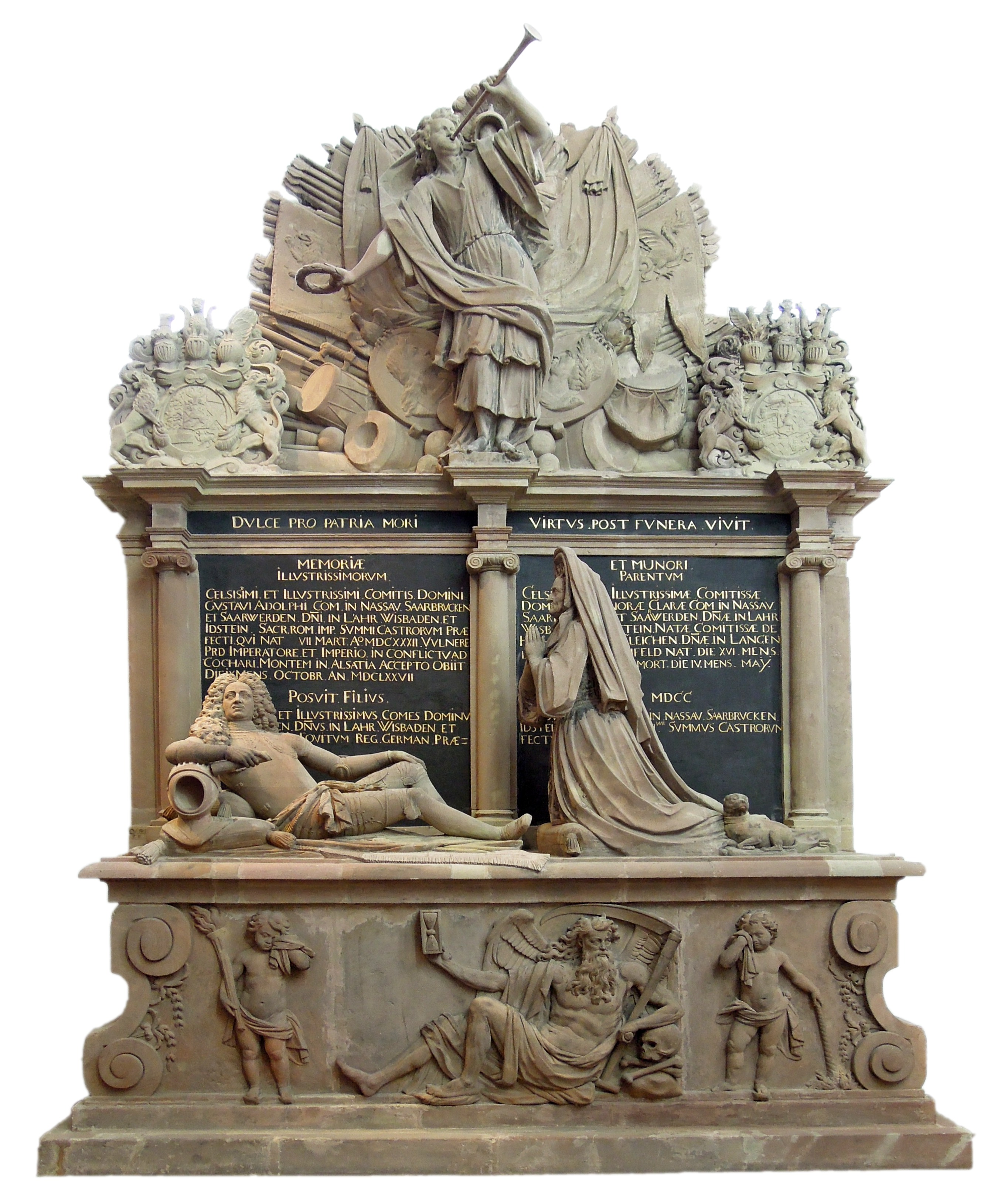
Ihr Grabmal in der Schlosskirche an der Seite ihres 31 Jahre früher gestorbenen Mannes

Eleonore Klara war die Tochter von Graf Kraft von Hohenlohe-Neuenstein (* 1582; † 1641) und Sophie von Pfalz-Birkenfeld (* 1593; † 1676). 1662 heiratete sie Graf Gustav Adolf von Nassau-Saarbrücken, der 1660 die Grafschaften Saarbrücken und Saarwerden geerbt hatte. Im ersten Jahr seiner Herrschaft erteilte dieser die Genehmigung zum Bau einer Glashütte, und 1662 wurde dort der nach Eleonore Klara benannte Ort Klarenthal gegründet.
Die Regentschaft Gustav Adolfs gestaltete sich wegen andauernder militärischer Konflikte schwierig. Erst 1670 endete die jahrzehntelange Besetzung Saarwerdens durch den Herzog von Lothringen, und schon 1673 wurden Saarbrücken und Saarwerden von Frankreich besetzt. Da er sich weigerte, Ludwig XIV. einen Lehnseid zu leisten, wurde Gustav Adolph von den Franzosen bis 1674 gefangen gehalten. Eleonore Klara blieb auch nach 1674 von ihrem Ehemann getrennt, da dieser für die kaiserliche Armee gegen Frankreich kämpfte und seine Grafschaft auf Anweisung des französischen Königs nicht betreten durfte.
Erst 1677 endete die französische Besatzung. Im selben Jahr jedoch wurde Gustav Adolf im Kampf tödlich verwundet. Nach dem Tod ihres Gatten übernahm Eleonore Klara (bis 1685) die Regentschaft für ihren minderjährigen Sohn Ludwig Kraft, den sie zur Ausbildung zu ihrer Familie nach Neuenstein, später Tübingen schickte. Im Zuge der expansionistischen Reunionspolitik setzte Ludwig XIV. von Frankreich im Jahr 1679 spezielle Gerichte ein, die sogenannten Reunionskammern, welche mit Hilfe alter Verträge (meist bezogen auf mittelalterliche Lehensverhältnisse) die angebliche historische Zugehörigkeit bestimmter Gebiete zu Frankreich gerichtlich feststellten. 1680 sprach die Reunionskammer in Metz das Urteil aus, wonach die Grafschaften Saarbrücken und Saarwerden mit Frankreich vereinigt werden müssten. Anfangs erhob Eleonore Klara Einspruch und versuchte sich juristisch gegen diese Annexion zu wehren. Frankreich drohte jedoch mit Konfiskation ihrer Grafschaften, und vom Kaiser in Wien, der mit dem Krieg gegen die Osmanen beschäftigt war, war keine Hilfe zu erwarten. So leistete Eleonore Klara widerwillig dem französischen König den geforderten Lehnseid und arrangierte sich schließlich mit den neuen politischen Verhältnissen. Ihrer Landesregierung wurde eine französische Verwaltung unter dem Intendanten Antoine Bergeron de La Goupillière übergeordnet, die Eleonore Klaras Gesetzgebungs-, Rechtsprechungs- und Exekutivgewalt stark einschränkte.
1685 wurden Saarbrücken und Saarwerden der neu gegründeten französischen Saarprovinz zugeordnet. Im selben Jahr übergab Eleonore Klara die Regierung an ihren Sohn Ludwig Kraft, nachdem dieser für volljährig erklärt worden war. Dieser begann nun eine steile Karriere in der französischen Armee. Während seiner Abwesenheit wegen diverser Kriegseinsätze führte Eleonore Klara weiterhin die Regierungsgeschäfte. 1697 schließlich musste Frankreich im Frieden von Rijswijk auf viele annektierte Gebiete verzichten, unter anderem Saarbrücken und Saarwerden, wodurch diese wieder Teil des Heiligen Römischen Reichs wurden. Die Gräfin und ihr Sohn blieben dennoch mit Frankreich verbündet. Somit hatte Eleonore Klara durch ihre pragmatische Politik die Grundlage dafür gelegt, dass Nassau-Saarbrücken sich unter ihren Söhnen und deren Nachfolgern als eine Art Satellitenstaat des Königreichs Frankreich etablierte.
Eleonore Klara von Nassau-Saarbrücken starb am 4. Mai 1709 im Saarbrücker Schloss. Sie wurde zwei Tage später in der Schlosskirche Saarbrücken bestattet. Dort ist bis heute das von ihr errichtete Doppelgrabmal zu besichtigen, in welches erst 1998 auch die Gebeine ihres Gatten Gustav Adolf überführt wurden.

## Ehe und Kinder
Am 14. Juni 1662 heiratete sie in Saarbrücken Graf Gustav Adolph von Nassau-Saarbrücken, mit dem sie sieben Kinder hatte:
- Ludwig Kraft (1663–1713), Graf von Nassau-Saarbrücken
- Karl Ludwig (1665–1723), Graf von Nassau-Saarbrücken
- Sophie Amalie (1666–1736) ⚭ 1686 Graf Albrecht Wolfgang von Hohenlohe-Langenburg (1659–1715)
- Gustav Adolph (1667–1683)
- Sophie Eleonore (1669–1742)
- Sophie Dorothea (1670–1748) ⚭ 1720 Graf Karl Ludwig Philipp von Salm-Grumbach (1678–1727)
- Philipp Wilhelm (*/† 1671)